# AADDシリーズ
『AADDシリーズ』は、林譲治によるSF小説シリーズである。1999年の雑誌掲載で開始し、単行本は『ウロボロスの波動』『ストリンガーの沈黙』『ファントマは哭く』の3冊が既刊。22世紀の太陽系を舞台とし、異質な知性とのコミュニケーションがテーマとなっている。

## あらすじ
2100年、太陽系近傍にブラックホールカーリーが発見された。カーリーに人工降着円盤 (AAD) を作りエネルギー資源として利用すべく、人工降着円盤開発事業団 (AADD) が設立された。AADDはプロジェクト駆動型の、地球圏とは異質な社会システムを構築し、地球人類と対立・さらには圧倒していった。
そうした中、地球外知的生命体ストリンガー（コズミックストリングを使うことからそう名づけられた）とのファーストコンタクトが始まった。彼らは、重力波観測で太陽系内に超対称性粒子生命SEを発見し、太陽系を訪れたのだった。

## 既刊

### 単行本
いずれも早川書房 ハヤカワSFシリーズ Jコレクション、文庫はハヤカワ文庫JA。
1. 『ウロボロスの波動』2002年7月 ISBN 4-15-208430-8 （文庫: 2009年10月 ISBN 4-15-030815-2）
連作短編集（「ウロボロスの波動」「小惑星ラプシヌプルクルの謎」「ヒドラ氷穴」「エウロパの龍」「エインガナの声」「キャリバンの翼」）
2. 『ストリンガーの沈黙』2005年11月 ISBN 4-15-208678-5、長編
3. 『ファントマは哭く』2009年10月 ISBN 978-4-15-209078-2、長編

### 雑誌掲載短編
掲載誌は全て『SFマガジン』。『ウロボロスの波動』「エインガナの声」は単行本書き下ろし。
1. 「エウロパの龍」1999年5月号、『ウロボロスの波動』収録、アンソロジー『日本SF名作集成 5 暗黒宇宙の謎』（2005年4月）再録
2. 「小惑星ラプシヌプルクルの災厄」1999年10月号、改題し『ウロボロスの波動』収録
3. 「ウロボロスの波動」2000年2・3月号（前後編）、『ウロボロスの波動』収録
4. 「ヒドラ氷穴」2000年8月号、『ウロボロスの波動』収録
5. 「キャリバンの翼」2001年2月号、『ウロボロスの波動』収録
6. 「バンシーとの邂逅」2001年9月号、単行本未収録
7. 「ラーフは月夜に飛ぶ」2003年4月号、単行本未収録
8. 「イジュティハードの門」2004年7月号、単行本未収録
9. 「大使の孤独」2007年4月号、アンソロジー『虚構機関 年刊日本SF傑作選』（2009年6月）収録、加筆修正し『ファントマは哭く』「プロローグ 大使の真実」として再録（書き下ろし扱い）
10. 「古の軛」2010年2月号、単行本未収録

## 年表
- 2100年 カーリー発見（「ウロボロスの波動」）
- 2120年 AADD設立（「ウロボロスの波動」）
- 2123年 「ウロボロスの波動」
- 2144年 「小惑星ラプシヌプルクルの謎」
- 2145年 「ヒドラ氷穴」
- 2146年 「キャリバンの翼」1
- 2149年 「エウロパの龍」
- 2151年 「キャリバンの翼」2
- 2163年 「エインガナの声」
- 2164年 「キャリバンの翼」3
- 2171年 「キャリバンの翼」4
- 2181年 『ストリンガーの沈黙』
- 2186年 「大使の孤独」・『ファントマは哭く』「プロローグ 大使の真実」
- 2187年 四月事件（『ファントマは哭く』）
- 2189年 『ファントマは哭く』本編

## 受賞等
- 『ウロボロスの波動』 ベストSF2002 国内篇6位
- 『ストリンガーの沈黙』 ベストSF2006 国内篇8位
- 『ファントマは哭く』 ベストSF2010 国内篇17位